# Królestwo Węgier (1920–1946)
Królestwo Węgier (węg. Magyar Királyság) – państwo istniejące na obszarze współczesnych Węgier i okresowo na przyłączanych do niego w wyniku stałej irredenty historycznych terytoriach, w latach 1920-1946. Choć oficjalnie w 1920 roku zostało restaurowane na Węgrzech Królestwo Świętego Stefana, to faktycznie zerwało ono ciągłość ze swoim poprzednikiem. Prawowity władca – Karol I Habsburg (na Węgrzech znany jako Karol IV) nie został dopuszczony do władzy, a w jego miejsce panował regent, były austro-węgierski admirał Miklós Horthy.

## Historia

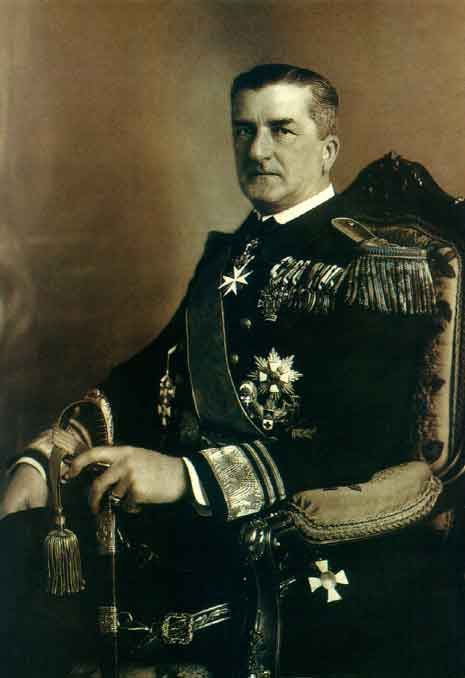
Miklós Horthy – Jego Najjaśniejsza Wysokość Regent Węgier

Po I wojnie światowej, po przerwie w latach 1918–1920 (Węgierska Republika Ludowa (16.XI.1918-21.III.1919), komunistyczna Węgierska Republika Rad (21.III.1919-1.VIII. 1919) i ponownie Węgierska Republika Ludowa (1.VIII.1919-29.II.1920)) Węgry 29 lutego 1920 znów stały się królestwem, jednak bez króla – nie dopuszczono na tron Karola Habsburga, państwem rządził jako regent adm. Miklós Horthy.
Podczas rządów Horthyego Węgry stały się pierwszą po wojnie prawicową dyktaturą w Europie. Rząd Horthyego, niesiony na fali silnych żądań narodowych, zamierzał dokonać rewizji traktatu z Trianon z 1920, chciano m.in. zwrotu części Czechosłowacji, Rumunii i Królestwa Serbów, Chorwatów i Słoweńców, gdzie zamieszkiwało łącznie ponad trzy miliony Węgrów. Zagrożone ekspansją komunizmu i okrążone przez wrogie kraje Królestwo Węgier znalazło się w trudnym położeniu. Sojusz z Niemcami, które zgodziły się na przyłączenie części ziem węgierskich utraconych wcześniej na rzecz Czechosłowacji i Rumunii, większości węgierskiej klasy politycznej wydał się jedynym rozwiązaniem.
W okresie rządów Horthyego na terenie Węgier działały obozy chorwackiej organizacji terrorystycznej ustaszy.
Po konferencji w Monachium (wrzesień 1938) Węgry bezskutecznie zabiegały u mocarstw zachodnich o przyznanie im południowej części Słowacji, która po traktacie z Trianon należała do Czechosłowacji i była w większości zamieszkiwana przez ludność węgierską. Po tym niepowodzeniu Horthy postanowił się zwrócić o pomoc do Niemiec. Hitler i Mussolini zgodzili się na rolę arbitrów w sporze węgiersko-czechosłowackim (pierwszy arbitraż wiedeński). Zgodnie z ich rozstrzygnięciem w listopadzie 1938 Węgry zaanektowały sporne terytorium południowej Słowacji i południowej Rusi Zakarpackiej. Po rozpadzie Czecho-Słowacji w marcu 1939 Węgry, podejmując działania zbrojne przeciw Karpato-Ukrainie, zlikwidowały po walkach z oddziałami Siczy Karpackiej jej państwowość i uzyskały w ten sposób wspólną granicę z Polską wzdłuż pasma Karpat Wschodnich. Na przełomie marca i kwietnia 1939, w wyniku „małej wojny” przeciwko nowo proklamowanemu Państwu Słowackiemu, doszło do kolejnego rozszerzenia terytorium Węgier.

### II wojna światowa
We wrześniu 1939 Horthy odmówił przepuszczenia Wehrmachtu przez terytorium Węgier przeciwko Polsce, czego domagali się Niemcy i nakazał zaminowanie tuneli kolejowych i ich wysadzenie w przypadku próby przedarcia się Niemców siłą. W sierpniu 1940 Węgry otrzymały w wyniku drugiego arbitrażu wiedeńskiego północną część rumuńskiego Siedmiogrodu; w zamian Węgry musiały przystąpić do Paktu Trzech – sojuszu Niemiec i Włoch (trzecim członkiem paktu była Japonia), które po klęsce Francji w czerwcu 1940 zdominowały cały kontynent europejski.
Od 17 września 1939 rząd węgierski, przychylnie nastawiony do Polski, udzielał schronienia polskim uchodźcom. Mimo protestów Berlina Węgry przyjęły około 150 tysięcy polskich uchodźców. Mimo nacisków niemieckich rząd do końca listopada 1940 zezwalał na oficjalne funkcjonowanie poselstwa polskiego w Budapeszcie i przyjmował posła polskiego Leona Orłowskiego. Z Węgier do Francji, przy czynnym udziale polskiego poselstwa i potajemnej aprobacie władz węgierskich, ewakuowano do maja 1940 około 35 tysięcy żołnierzy Wojska Polskiego, oficjalnie internowanych we wrześniu 1939. W Budapeszcie działała do 19 marca 1944 – do czasu niemieckiej wojskowej okupacji Węgier – główna ekspozytura wywiadu polskiego w Europie Środkowej, prowadząca łączność kurierską z okupowanym krajem, polskie szkoły i instytucje kulturalne. Było to tolerowane przez władze węgierskie, pomimo formalnego sojuszu Węgier z III Rzeszą.
W kwietniu 1941 Węgry po raz pierwszy zaangażowały się militarnie po stronie Osi przeciw Jugosławii, przepuszczając przez swoje terytorium wojska niemieckie, a następnie także wkraczając do tego kraju i anektując jego części. Oznaczało to nieunikniony konflikt z Wielką Brytanią. Świadomy dalekosiężnych konsekwencji rezygnacji z niezaangażowania w wojnę (nonbelligeranza), premier Węgier Pál Teleki popełnił samobójstwo.
W czerwcu 1941 Węgry zaangażowały się w wojnę z ZSRR po stronie Niemiec, wysyłając na front kilkudywizyjną 2. Armię (która została prawie całkowicie rozbita nad Donem w styczniu–lutym 1943). W konsekwencji Wielka Brytania jesienią 1941 pod naciskiem Józefa Stalina wypowiedziała wojnę Węgrom. Po klęsce 2. Armii węgierskiej pod Woroneżem Horthy zrozumiał, jakim błędem był sojusz z Niemcami.
19 marca 1944 na Węgry wkroczyły wojska III Rzeszy, zaś 15 października 1944 odsunięto od władzy regenta Horthyego. Formalną władzę w kraju objęli wówczas strzałokrzyżowcy, 17 października premier Ferenc Szálasi ogłoszony został Przywódcą Narodu, przyjęto też nową oficjalną nazwę kraju: Państwo Węgierskie (Magyar Állam).
W dniu 1 lutego 1946 r. Królestwo Węgier zostało formalnie proklamowane Republiką Węgierską